# Club Atlético Gimnasia y Esgrima (San Salvador de Jujuy)
Il Club Atlético Gimnasia y Esgrima, chiamato comunemente Gimnasia y Esgrima de Jujuy o solo Gimnasia Jujuy, è una società polisportiva con sede a San Salvador de Jujuy, in Argentina. È noto soprattutto per la sua sezione calcistica, la quale, al termine della stagione 2008-2009, è retrocessa in Primera B Nacional per la peggior media punti.

## Palmarès

### Competizioni regionali
- Torneo Regional: 2

1970, 1973

### Altri piazzamenti
- Primera B Nacional:

Secondo posto: 2004-2005
Terzo posto: 2016

## Rose delle stagioni precedenti
- 2012-2013

## Organico

### Rosa
Aggiornata al 10 ottobre 2019.
| N. |                      | Ruolo | Calciatore        |
| -- | -------------------- | ----- | ----------------- |
|    | Argentina (bandiera) | P     | Gonzalo Gómez     |
|    | Argentina (bandiera) | P     | Carlos Morel      |
|    | Argentina (bandiera) | P     | Carlos De Giorgi  |
|    | Argentina (bandiera) | D     | Joaquín Barro     |
|    | Argentina (bandiera) | D     | Dino Castagno     |
|    | Argentina (bandiera) | D     | Álvaro Cazula     |
|    | Argentina (bandiera) | D     | Leonardo Ferreyra |
|    | Argentina (bandiera) | D     | Franco Lazzaroni  |
|    | Argentina (bandiera) | D     | Diego López       |
|    | Argentina (bandiera) | D     | Leandro Maizares  |
|    | Argentina (bandiera) | D     | Gonzalo Nazario   |
|    | Argentina (bandiera) | D     | Enzo Paredes      |
|    | Argentina (bandiera) | D     | Ignacio Sanabria  |
|    | Argentina (bandiera) | D     | Sebastián Sánchez |
|    | Argentina (bandiera) | D     | Nahuel Zárate     |

| N. |                      | Ruolo | Calciatore          |
| -- | -------------------- | ----- | ------------------- |
|    | Argentina (bandiera) | C     | Walter Busse        |
|    | Argentina (bandiera) | C     | Matías Carabajal    |
|    | Argentina (bandiera) | C     | Alejandro Frezzotti |
|    | Argentina (bandiera) | C     | Ezequiel Gallegos   |
|    | Argentina (bandiera) | C     | Diago Giménez       |
|    | Argentina (bandiera) | C     | Daniel Juárez       |
|    | Argentina (bandiera) | C     | Rodrigo Morales     |
|    | Argentina (bandiera) | C     | Enzo Serrano        |
|    | Argentina (bandiera) | C     | Ulises Virreyra     |
|    | Argentina (bandiera) | A     | Mauro Buono         |
|    | Argentina (bandiera) | A     | Gonzalo Castillejos |
|    | Argentina (bandiera) | A     | Matías Córdoba      |
|    | Argentina (bandiera) | A     | Hernán Hechalar     |
|    | Argentina (bandiera) | A     | Julián Ramírez      |
|    | Argentina (bandiera) | C     | Martín Pérez Guedes |